# Final del Torneo Finalización 2022 (Colombia)
La final del Torneo Finalización 2022 de Colombia fue una serie de partidos de fútbol que se disputaron el 4 y 7 de diciembre de 2022 para definir el campeón de la nonagésima quinta (95a.) edición de la Categoría Primera A, máxima categoría del fútbol profesional de Colombia. Esta llave representó la última fase de la competición y la disputaron Deportivo Pereira e Independiente Medellín, ganadores de los grupos A y B de los cuadrangulares semifinales del torneo.
En esta fase, la regla del gol de visitante no se tuvo en cuenta como medida de desempate en caso de empate en goles ni hubo tiempos extras una vez finalizados los 180 minutos reglamentarios de la llave, sino que directamente se procedería a definir la llave por tiros desde el punto penal. En el partido de vuelta fue local el Deportivo Pereira, dado que fue el finalista mejor ubicado en la tabla de reclasificación del torneo (sumatoria de puntos obtenidos por cada equipo en las fases previas a la final).
Deportivo Pereira ganó su primer título de liga, venciendo al Independiente Medellín 4:3 por tiros desde el punto penal luego de un empate 1:1 en el marcador global. Como ganador de esta llave y en consecuencia, del campeonato, obtuvo el derecho a disputar la Copa Libertadores 2023 desde la fase de grupos y la Superliga de Colombia 2023.

## Llave
|                             | vs. | Bandera del departamento de Antioquia |
| --------------------------- | --- | ------------------------------------- |
| Deportivo Pereira 1 0 1 (4) | vs. | Independiente Medellín 1 0 1 (3)      |

## Estadios
| Pereira                         | Medellín                  |
| ------------------------------- | ------------------------- |
| Estadio Hernán Ramírez Villegas | Estadio Atanasio Girardot |
| Capacidad: 30 290               | Capacidad: 40 943         |
|                                 |                           |

## Antecedentes
Fue la primera ocasión en la cual Deportivo Pereira e Independiente Medellín definieron al campeón de la máxima categoría del fútbol profesional colombiano, siendo esta también la primera vez en la cual el cuadro risaraldense alcanzó la fase decisiva del campeonato en 78 años de historia. Sin embargo, el equipo matecaña anteriormente jugó la final de la Copa Colombia 2021, perdiendo ante el Atlético Nacional por un marcador global de 5:1. Por su parte el Independiente Medellín, que anterior a esta serie logró seis títulos y diez subtítulos de liga, regresó a la instancia final del torneo luego de cuatro años, siendo su última aparición en una final en el Torneo Finalización 2018, en la cual enfrentó al Junior de Barranquilla.

## Estadísticas

### Enfrentamientos previos en 2022
Por liga (torneo Apertura y Finalización) los equipos se enfrentaron dos veces, ambas en las fases todos contra todos de los torneos del año, con un balance de un empate y un triunfo del cuadro poderoso:
| Apertura     | Todos contra todos | Deportivo Pereira      | 1 : 1 | Independiente Medellín | Hernán Ramírez Villegas        | 26 de marzo      | 20:15 |
| Finalización | Todos contra todos | Independiente Medellín | 2 : 1 | Deportivo Pereira      | Metropolitano Ciudad de Itagüí | 22 de septiembre | 18:10 |

### Campaña de los finalistas
A continuación se encuentran tabuladas las estadísticas del Deportivo Pereira y del Independiente Medellín en las fases previas a la final (todos contra todos y cuadrangulares semifinales):
| Equipos                | PJ | PG | PE | PP | GF | GC | Dif. | Pts. | Rend.  |
| ---------------------- | -- | -- | -- | -- | -- | -- | ---- | ---- | ------ |
| Deportivo Pereira      | 26 | 13 | 5  | 8  | 39 | 30 | 9    | 44   | 56,4 % |
| Independiente Medellín | 26 | 12 | 8  | 6  | 36 | 28 | 8    | 44   | 56,4 % |

#### Deportivo Pereira
| Fecha                                                                                      | Fase                               | Estadio                                      | Local                  | Resultado | Visitante         |
| ------------------------------------------------------------------------------------------ | ---------------------------------- | -------------------------------------------- | ---------------------- | --------- | ----------------- |
| 7 de julio                                                                                 | Todos contra todos                 | Hernán Ramírez Villegas, Pereira             | Deportivo Pereira      | 1 : 2     | Alianza Petrolera |
| 19 de julio                                                                                | Todos contra todos                 | Hernán Ramírez Villegas, Pereira             | Deportivo Pereira      | 2 : 0     | Patriotas         |
| 25 de julio                                                                                | Todos contra todos                 | Hernán Ramírez Villegas, Pereira             | Deportivo Pereira      | 2 : 1     | Deportivo Cali    |
| 31 de julio                                                                                | Todos contra todos                 | Palogrande, Manizales                        | Once Caldas            | 2 : 1     | Deportivo Pereira |
| 7 de agosto                                                                                | Todos contra todos                 | Hernán Ramírez Villegas, Pereira             | Deportivo Pereira      | 0 : 1     | Santa Fe          |
| 14 de agosto                                                                               | Todos contra todos                 | Jaraguay, Montería                           | Jaguares               | 1 : 2     | Deportivo Pereira |
| 20 de agosto                                                                               | Todos contra todos                 | Hernán Ramírez Villegas, Pereira             | Deportivo Pereira      | 2 : 1     | Cortuluá          |
| 28 de agosto                                                                               | Todos contra todos                 | Metropolitano de Techo, Bogotá               | La Equidad             | 1 : 1     | Deportivo Pereira |
| 4 de septiembre                                                                            | Todos contra todos                 | Hernán Ramírez Villegas, Pereira             | Deportivo Pereira      | 1 : 1     | Once Caldas       |
| 10 de septiembre                                                                           | Todos contra todos                 | Metropolitano Roberto Meléndez, Barranquilla | Junior                 | 0 : 0     | Deportivo Pereira |
| 15 de septiembre                                                                           | Todos contra todos                 | Olímpico Pascual Guerrero, Cali              | América de Cali        | 0 : 1     | Deportivo Pereira |
| 19 de septiembre                                                                           | Todos contra todos                 | Hernán Ramírez Villegas, Pereira             | Deportivo Pereira      | 2 : 2     | Águilas Doradas   |
| 22 de septiembre                                                                           | Todos contra todos                 | Metropolitano Ciudad de Itagüí, Itagüí       | Independiente Medellín | 2 : 1     | Deportivo Pereira |
| 25 de septiembre                                                                           | Todos contra todos                 | Manuel Murillo Toro, Ibagué                  | Deportes Tolima        | 1 : 3     | Deportivo Pereira |
| 2 de octubre                                                                               | Todos contra todos                 | Hernán Ramírez Villegas, Pereira             | Deportivo Pereira      | 2 : 0     | Deportivo Pasto   |
| 11 de octubre                                                                              | Todos contra todos                 | Hernán Ramírez Villegas, Pereira             | Deportivo Pereira      | 0 : 2     | Envigado F. C.    |
| 16 de octubre                                                                              | Todos contra todos                 | Sierra Nevada, Santa Marta                   | Unión Magdalena        | 2 : 0     | Deportivo Pereira |
| 19 de octubre                                                                              | Todos contra todos                 | El Campín, Bogotá                            | Millonarios            | 0 : 1     | Deportivo Pereira |
| 23 de octubre                                                                              | Todos contra todos                 | Hernán Ramírez Villegas, Pereira             | Deportivo Pereira      | 1 : 1     | Atlético Nacional |
| 30 de octubre                                                                              | Todos contra todos                 | Alfonso López, Bucaramanga                   | Atlético Bucaramanga   | 1 : 3     | Deportivo Pereira |
| Deportivo Pereira avanzó de fase como quinto (5.°) en el todos contra todos con 32 puntos. |                                    |                                              |                        |           |                   |
| 6 de noviembre                                                                             | Cuadrangulares semifinales Grupo A | Hernán Ramírez Villegas, Pereira             | Deportivo Pereira      | 4 : 3     | Junior            |
| 9 de noviembre                                                                             | Cuadrangulares semifinales Grupo A | El Campín, Bogotá                            | Santa Fe               | 2 : 0     | Deportivo Pereira |
| 14 de noviembre                                                                            | Cuadrangulares semifinales Grupo A | El Campín, Bogotá                            | Millonarios            | 2 : 0     | Deportivo Pereira |
| 23 de noviembre                                                                            | Cuadrangulares semifinales Grupo A | Hernán Ramírez Villegas, Pereira             | Deportivo Pereira      | 2 : 1     | Millonarios       |
| 27 de noviembre                                                                            | Cuadrangulares semifinales Grupo A | Hernán Ramírez Villegas, Pereira             | Deportivo Pereira      | 5 : 1     | Santa Fe          |
| 30 de noviembre                                                                            | Cuadrangulares semifinales Grupo A | Metropolitano Roberto Meléndez, Barranquilla | Junior                 | 0 : 2     | Deportivo Pereira |
| Deportivo Pereira avanzó de fase como ganador del grupo A con 12 puntos.                   |                                    |                                              |                        |           |                   |

|  |                                |
|  | Triunfo del Deportivo Pereira. |
|  | Empate.                        |
|  | Derrota del Deportivo Pereira. |

#### Independiente Medellín
| Fecha                                                                                            | Fase                               | Estadio                                      | Local                  | Resultado | Visitante              |
| ------------------------------------------------------------------------------------------------ | ---------------------------------- | -------------------------------------------- | ---------------------- | --------- | ---------------------- |
| 10 de julio                                                                                      | Todos contra todos                 | Manuel Murillo Toro, Ibagué                  | Deportes Tolima        | 1 : 1     | Independiente Medellín |
| 14 de julio                                                                                      | Todos contra todos                 | Atanasio Girardot, Medellín                  | Independiente Medellín | 2 : 0     | Patriotas              |
| 21 de julio                                                                                      | Todos contra todos                 | Deportivo Cali, Palmira                      | Deportivo Cali         | 2 : 2     | Independiente Medellín |
| 24 de julio                                                                                      | Todos contra todos                 | Atanasio Girardot, Medellín                  | Independiente Medellín | 1 : 1     | Once Caldas            |
| 30 de julio                                                                                      | Todos contra todos                 | Doce de Octubre, Tuluá                       | Cortuluá               | 1 : 0     | Independiente Medellín |
| 5 de agosto                                                                                      | Todos contra todos                 | Atanasio Girardot, Medellín                  | Independiente Medellín | 1 : 1     | La Equidad             |
| 13 de agosto                                                                                     | Todos contra todos                 | Metropolitano Roberto Meléndez, Barranquilla | Junior                 | 4 : 2     | Independiente Medellín |
| 20 de agosto                                                                                     | Todos contra todos                 | Atanasio Girardot, Medellín                  | Independiente Medellín | 2 : 0     | Santa Fe               |
| 28 de agosto                                                                                     | Todos contra todos                 | Alberto Grisales, Rionegro                   | Águilas Doradas        | 3 : 0     | Independiente Medellín |
| 4 de septiembre                                                                                  | Todos contra todos                 | Atanasio Girardot, Medellín                  | Independiente Medellín | 4 : 3     | Atlético Nacional      |
| 10 de septiembre                                                                                 | Todos contra todos                 | Atanasio Girardot, Medellín                  | Independiente Medellín | 2 : 0     | América de Cali        |
| 22 de septiembre                                                                                 | Todos contra todos                 | Metropolitano Ciudad de Itagüí, Itagüí       | Independiente Medellín | 2 : 1     | Deportivo Pereira      |
| 25 de septiembre                                                                                 | Todos contra todos                 | Polideportivo Sur, Envigado                  | Envigado F. C.         | 1 : 2     | Independiente Medellín |
| 30 de septiembre                                                                                 | Todos contra todos                 | Atanasio Girardot, Medellín                  | Independiente Medellín | 3 : 1     | Alianza Petrolera      |
| 6 de octubre                                                                                     | Todos contra todos                 | Atanasio Girardot, Medellín                  | Atlético Nacional      | 3 : 2     | Independiente Medellín |
| 10 de octubre                                                                                    | Todos contra todos                 | Sierra Nevada, Santa Marta                   | Unión Magdalena        | 0 : 2     | Independiente Medellín |
| 19 de octubre                                                                                    | Todos contra todos                 | Atanasio Girardot, Medellín                  | Independiente Medellín | 1 : 2     | Atlético Bucaramanga   |
| 22 de octubre                                                                                    | Todos contra todos                 | Atanasio Girardot, Medellín                  | Independiente Medellín | 0 : 0     | Jaguares               |
| 26 de octubre                                                                                    | Todos contra todos                 | El Campín, Bogotá                            | Millonarios            | 1 : 2     | Independiente Medellín |
| 30 de octubre                                                                                    | Todos contra todos                 | Departamental Libertad, Pasto                | Deportivo Pasto        | 0 : 0     | Independiente Medellín |
| Independiente Medellín avanzó de fase como tercero (3.°) en el todos contra todos con 33 puntos. |                                    |                                              |                        |           |                        |
| 5 de noviembre                                                                                   | Cuadrangulares semifinales Grupo B | Atanasio Girardot, Medellín                  | Independiente Medellín | 0 : 0     | Deportivo Pasto        |
| 8 de noviembre                                                                                   | Cuadrangulares semifinales Grupo B | Olímpico Pascual Guerrero, Cali              | América de Cali        | 0 : 2     | Independiente Medellín |
| 12 de noviembre                                                                                  | Cuadrangulares semifinales Grupo B | Alberto Grisales, Rionegro                   | Águilas Doradas        | 1 : 0     | Independiente Medellín |
| 22 de noviembre                                                                                  | Cuadrangulares semifinales Grupo B | Atanasio Girardot, Medellín                  | Independiente Medellín | 2 : 1     | Águilas Doradas        |
| 26 de noviembre                                                                                  | Cuadrangulares semifinales Grupo B | Atanasio Girardot, Medellín                  | Independiente Medellín | 2 : 1     | América de Cali        |
| 30 de noviembre                                                                                  | Cuadrangulares semifinales Grupo B | Departamental Libertad, Pasto                | Deportivo Pasto        | 0 : 0     | Independiente Medellín |
| Independiente Medellín avanzó de fase como ganador del grupo B con 11 puntos.                    |                                    |                                              |                        |           |                        |

|  |                                     |
|  | Triunfo del Independiente Medellín. |
|  | Empate.                             |
|  | Derrota del Independiente Medellín. |

## Desarrollo

### Partido de ida
| 1     | POR   | Andrés Mosquera Marmolejo |     |
| 21    | DEF   | Juan Guillermo Arboleda   |     |
| 3     | DEF   | Víctor Moreno             |     |
| 5     | DEF   | Andrés Cadavid            |     |
| 26    | DEF   | Yulián Gómez              |     |
| 8     | MED   | Adrián Arregui            |     |
| 10    | MED   | Andrés Ricaurte           | 85' |
| 16    | MED   | Vladimir Hernández        | 81' |
| 17    | MED   | Felipe Pardo              |     |
| 27    | DEL   | Diber Cambindo            | 86' |
| 9     | DEL   | Luciano Pons              |     |
| D. T. | D. T. | David González            |     |

| 1     | POR   | Harlen Castillo      |     |
| 6     | DEF   | Jherson Mosquera     |     |
| 5     | DEF   | Andrés Felipe Correa |     |
| 29    | DEF   | Carlos Ramírez       |     |
| 25    | MED   | Jhonny Vásquez       |     |
| 18    | MED   | Maicol Medina        | 74' |
| 13    | MED   | Juan Pablo Zuluaga   |     |
| 27    | MED   | Jimer Fory           |     |
| 7     | MED   | Léider Berrío        | 81' |
| 23    | DEL   | Leonardo Castro      |     |
| 9     | DEL   | Brayan León          |     |
| D. T. | D. T. | Alejandro Restrepo   |     |

| 20 | MED | Miguel Monsalve       | 81' |
| 15 | MED | Daniel Torres         | 85' |
| 14 | MED | José Hernández Chávez | 86' |

| 20 | MED | Yílmar Velásquez | 74' |
| 8  | MED | Harlin Suárez    | 81' |

| 38' | Diber Cambindo | 1:0 |

| 42' | Leonardo Castro | 1:1 |

| 35' · 72' | Andrés Cadavid Diber Cambindo |

| 48' · 68' · 72' | Léider Berrío Santiago Castaño Carlos Ramírez |

| Principal  | Carlos Betancur |
| Asistentes | Dionisio Ruiz   |
|            | David Fuentes   |
| Cuarto     | Jorge Duarte    |

| VAR            | Kéiner Jiménez  |
| Asistentes VAR | Néver Manjarrés |

|  |                    |        |        |
|  | Tiros              | 20     | 7      |
|  | Tiros a puerta     | 4      | 3      |
|  | Faltas             | 7      | 9      |
|  | Saques de esquina  | 7      | 2      |
|  | Fueras de juego    | 2      | 2      |
|  | Posesión del balón | 56,9 % | 43,1 % |

| 1     | POR   | Andrés Mosquera Marmolejo |     |
| 21    | DEF   | Juan Guillermo Arboleda   |     |
| 3     | DEF   | Víctor Moreno             |     |
| 5     | DEF   | Andrés Cadavid            |     |
| 26    | DEF   | Yulián Gómez              |     |
| 8     | MED   | Adrián Arregui            |     |
| 10    | MED   | Andrés Ricaurte           | 85' |
| 16    | MED   | Vladimir Hernández        | 81' |
| 17    | MED   | Felipe Pardo              |     |
| 27    | DEL   | Diber Cambindo            | 86' |
| 9     | DEL   | Luciano Pons              |     |
| D. T. | D. T. | David González            |     |

| 1     | POR   | Harlen Castillo      |     |
| 6     | DEF   | Jherson Mosquera     |     |
| 5     | DEF   | Andrés Felipe Correa |     |
| 29    | DEF   | Carlos Ramírez       |     |
| 25    | MED   | Jhonny Vásquez       |     |
| 18    | MED   | Maicol Medina        | 74' |
| 13    | MED   | Juan Pablo Zuluaga   |     |
| 27    | MED   | Jimer Fory           |     |
| 7     | MED   | Léider Berrío        | 81' |
| 23    | DEL   | Leonardo Castro      |     |
| 9     | DEL   | Brayan León          |     |
| D. T. | D. T. | Alejandro Restrepo   |     |

| 20 | MED | Miguel Monsalve       | 81' |
| 15 | MED | Daniel Torres         | 85' |
| 14 | MED | José Hernández Chávez | 86' |

| 20 | MED | Yílmar Velásquez | 74' |
| 8  | MED | Harlin Suárez    | 81' |

| 38' | Diber Cambindo | 1:0 |

| 42' | Leonardo Castro | 1:1 |

| 35' · 72' | Andrés Cadavid Diber Cambindo |

| 48' · 68' · 72' | Léider Berrío Santiago Castaño Carlos Ramírez |

| Principal  | Carlos Betancur |
| Asistentes | Dionisio Ruiz   |
|            | David Fuentes   |
| Cuarto     | Jorge Duarte    |

| VAR            | Kéiner Jiménez  |
| Asistentes VAR | Néver Manjarrés |

|  |                    |        |        |
|  | Tiros              | 20     | 7      |
|  | Tiros a puerta     | 4      | 3      |
|  | Faltas             | 7      | 9      |
|  | Saques de esquina  | 7      | 2      |
|  | Fueras de juego    | 2      | 2      |
|  | Posesión del balón | 56,9 % | 43,1 % |

| 1     | POR   | Andrés Mosquera Marmolejo |     |
| 21    | DEF   | Juan Guillermo Arboleda   |     |
| 3     | DEF   | Víctor Moreno             |     |
| 5     | DEF   | Andrés Cadavid            |     |
| 26    | DEF   | Yulián Gómez              |     |
| 8     | MED   | Adrián Arregui            |     |
| 10    | MED   | Andrés Ricaurte           | 85' |
| 16    | MED   | Vladimir Hernández        | 81' |
| 17    | MED   | Felipe Pardo              |     |
| 27    | DEL   | Diber Cambindo            | 86' |
| 9     | DEL   | Luciano Pons              |     |
| D. T. | D. T. | David González            |     |

| 1     | POR   | Harlen Castillo      |     |
| 6     | DEF   | Jherson Mosquera     |     |
| 5     | DEF   | Andrés Felipe Correa |     |
| 29    | DEF   | Carlos Ramírez       |     |
| 25    | MED   | Jhonny Vásquez       |     |
| 18    | MED   | Maicol Medina        | 74' |
| 13    | MED   | Juan Pablo Zuluaga   |     |
| 27    | MED   | Jimer Fory           |     |
| 7     | MED   | Léider Berrío        | 81' |
| 23    | DEL   | Leonardo Castro      |     |
| 9     | DEL   | Brayan León          |     |
| D. T. | D. T. | Alejandro Restrepo   |     |

| 20 | MED | Miguel Monsalve       | 81' |
| 15 | MED | Daniel Torres         | 85' |
| 14 | MED | José Hernández Chávez | 86' |

| 20 | MED | Yílmar Velásquez | 74' |
| 8  | MED | Harlin Suárez    | 81' |

| 38' | Diber Cambindo | 1:0 |

| 42' | Leonardo Castro | 1:1 |

| 35' · 72' | Andrés Cadavid Diber Cambindo |

| 48' · 68' · 72' | Léider Berrío Santiago Castaño Carlos Ramírez |

| Principal  | Carlos Betancur |
| Asistentes | Dionisio Ruiz   |
|            | David Fuentes   |
| Cuarto     | Jorge Duarte    |

| VAR            | Kéiner Jiménez  |
| Asistentes VAR | Néver Manjarrés |

|  |                    |        |        |
|  | Tiros              | 20     | 7      |
|  | Tiros a puerta     | 4      | 3      |
|  | Faltas             | 7      | 9      |
|  | Saques de esquina  | 7      | 2      |
|  | Fueras de juego    | 2      | 2      |
|  | Posesión del balón | 56,9 % | 43,1 % |

| 1     | POR   | Andrés Mosquera Marmolejo |     |
| 21    | DEF   | Juan Guillermo Arboleda   |     |
| 3     | DEF   | Víctor Moreno             |     |
| 5     | DEF   | Andrés Cadavid            |     |
| 26    | DEF   | Yulián Gómez              |     |
| 8     | MED   | Adrián Arregui            |     |
| 10    | MED   | Andrés Ricaurte           | 85' |
| 16    | MED   | Vladimir Hernández        | 81' |
| 17    | MED   | Felipe Pardo              |     |
| 27    | DEL   | Diber Cambindo            | 86' |
| 9     | DEL   | Luciano Pons              |     |
| D. T. | D. T. | David González            |     |

| 1     | POR   | Harlen Castillo      |     |
| 6     | DEF   | Jherson Mosquera     |     |
| 5     | DEF   | Andrés Felipe Correa |     |
| 29    | DEF   | Carlos Ramírez       |     |
| 25    | MED   | Jhonny Vásquez       |     |
| 18    | MED   | Maicol Medina        | 74' |
| 13    | MED   | Juan Pablo Zuluaga   |     |
| 27    | MED   | Jimer Fory           |     |
| 7     | MED   | Léider Berrío        | 81' |
| 23    | DEL   | Leonardo Castro      |     |
| 9     | DEL   | Brayan León          |     |
| D. T. | D. T. | Alejandro Restrepo   |     |

| 20 | MED | Miguel Monsalve       | 81' |
| 15 | MED | Daniel Torres         | 85' |
| 14 | MED | José Hernández Chávez | 86' |

| 20 | MED | Yílmar Velásquez | 74' |
| 8  | MED | Harlin Suárez    | 81' |

| 38' | Diber Cambindo | 1:0 |

| 42' | Leonardo Castro | 1:1 |

| 35' · 72' | Andrés Cadavid Diber Cambindo |

| 48' · 68' · 72' | Léider Berrío Santiago Castaño Carlos Ramírez |

| Principal  | Carlos Betancur |
| Asistentes | Dionisio Ruiz   |
|            | David Fuentes   |
| Cuarto     | Jorge Duarte    |

| VAR            | Kéiner Jiménez  |
| Asistentes VAR | Néver Manjarrés |

|  |                    |        |        |
|  | Tiros              | 20     | 7      |
|  | Tiros a puerta     | 4      | 3      |
|  | Faltas             | 7      | 9      |
|  | Saques de esquina  | 7      | 2      |
|  | Fueras de juego    | 2      | 2      |
|  | Posesión del balón | 56,9 % | 43,1 % |

### Partido de vuelta
| 1     | POR   | Harlen Castillo      |       |
| 6     | DEF   | Jherson Mosquera     |       |
| 5     | DEF   | Andrés Felipe Correa | 83'   |
| 29    | DEF   | Carlos Ramírez       |       |
| 25    | MED   | Jhonny Vásquez       | 81'   |
| 20    | MED   | Yílmar Velásquez     | 90+3' |
| 13    | MED   | Juan Pablo Zuluaga   |       |
| 27    | MED   | Jimer Fory           |       |
| 7     | MED   | Léider Berrío        |       |
| 23    | DEL   | Leonardo Castro      |       |
| 9     | DEL   | Brayan León          |       |
| D. T. | D. T. | Alejandro Restrepo   |       |

| 1     | POR   | Andrés Mosquera Marmolejo |     |
| 21    | DEF   | Juan Guillermo Arboleda   |     |
| 3     | DEF   | Víctor Moreno             |     |
| 5     | DEF   | Andrés Cadavid            |     |
| 26    | DEF   | Yulián Gómez              |     |
| 8     | MED   | Adrián Arregui            |     |
| 10    | MED   | Andrés Ricaurte           | 65' |
| 16    | MED   | Vladimir Hernández        | 59' |
| 17    | MED   | Felipe Pardo              |     |
| 27    | DEL   | Diber Cambindo            | 85' |
| 9     | DEL   | Luciano Pons              |     |
| D. T. | D. T. | David González            |     |

| 18 | MED | Maicol Medina | 81'   |
| 3  | DEF | Jhon Palacios | 83'   |
| 8  | MED | Harlin Suarez | 90+3' |

| 7  | MED | Christian Marrugo     | 59' |
| 15 | MED | Daniel Torres         | 65' |
| 14 | MED | José Hernández Chávez | 85' |

| 38' · 43' · 80' · 88' | Juan Pablo Zuluaga Jhonny Vásquez Andrés Felipe Correa Leonardo Castro |

| 28' · 39' · 87' · 88' | Diber Cambindo Yulián Gómez Adrián Arregui Christian Marrugo |

| Principal  | Carlos Ortega  |
| Asistentes | Sebastián Vela |
|            | Mary Blanco    |
| Cuarto     | Luis Matorel   |

| VAR            | Nicolás Rodríguez |
| Asistentes VAR | Luis Trujillo     |

|  |                    |        |        |
|  | Tiros              | 20     | 7      |
|  | Tiros a puerta     | 7      | 1      |
|  | Faltas             | 14     | 5      |
|  | Saques de esquina  | 7      | 2      |
|  | Fueras de juego    | 1      | 1      |
|  | Posesión del balón | 64,5 % | 35,5 % |

| 1     | POR   | Harlen Castillo      |       |
| 6     | DEF   | Jherson Mosquera     |       |
| 5     | DEF   | Andrés Felipe Correa | 83'   |
| 29    | DEF   | Carlos Ramírez       |       |
| 25    | MED   | Jhonny Vásquez       | 81'   |
| 20    | MED   | Yílmar Velásquez     | 90+3' |
| 13    | MED   | Juan Pablo Zuluaga   |       |
| 27    | MED   | Jimer Fory           |       |
| 7     | MED   | Léider Berrío        |       |
| 23    | DEL   | Leonardo Castro      |       |
| 9     | DEL   | Brayan León          |       |
| D. T. | D. T. | Alejandro Restrepo   |       |

| 1     | POR   | Andrés Mosquera Marmolejo |     |
| 21    | DEF   | Juan Guillermo Arboleda   |     |
| 3     | DEF   | Víctor Moreno             |     |
| 5     | DEF   | Andrés Cadavid            |     |
| 26    | DEF   | Yulián Gómez              |     |
| 8     | MED   | Adrián Arregui            |     |
| 10    | MED   | Andrés Ricaurte           | 65' |
| 16    | MED   | Vladimir Hernández        | 59' |
| 17    | MED   | Felipe Pardo              |     |
| 27    | DEL   | Diber Cambindo            | 85' |
| 9     | DEL   | Luciano Pons              |     |
| D. T. | D. T. | David González            |     |

| 18 | MED | Maicol Medina | 81'   |
| 3  | DEF | Jhon Palacios | 83'   |
| 8  | MED | Harlin Suarez | 90+3' |

| 7  | MED | Christian Marrugo     | 59' |
| 15 | MED | Daniel Torres         | 65' |
| 14 | MED | José Hernández Chávez | 85' |

| 38' · 43' · 80' · 88' | Juan Pablo Zuluaga Jhonny Vásquez Andrés Felipe Correa Leonardo Castro |

| 28' · 39' · 87' · 88' | Diber Cambindo Yulián Gómez Adrián Arregui Christian Marrugo |

| Principal  | Carlos Ortega  |
| Asistentes | Sebastián Vela |
|            | Mary Blanco    |
| Cuarto     | Luis Matorel   |

| VAR            | Nicolás Rodríguez |
| Asistentes VAR | Luis Trujillo     |

|  |                    |        |        |
|  | Tiros              | 20     | 7      |
|  | Tiros a puerta     | 7      | 1      |
|  | Faltas             | 14     | 5      |
|  | Saques de esquina  | 7      | 2      |
|  | Fueras de juego    | 1      | 1      |
|  | Posesión del balón | 64,5 % | 35,5 % |

| 1     | POR   | Harlen Castillo      |       |
| 6     | DEF   | Jherson Mosquera     |       |
| 5     | DEF   | Andrés Felipe Correa | 83'   |
| 29    | DEF   | Carlos Ramírez       |       |
| 25    | MED   | Jhonny Vásquez       | 81'   |
| 20    | MED   | Yílmar Velásquez     | 90+3' |
| 13    | MED   | Juan Pablo Zuluaga   |       |
| 27    | MED   | Jimer Fory           |       |
| 7     | MED   | Léider Berrío        |       |
| 23    | DEL   | Leonardo Castro      |       |
| 9     | DEL   | Brayan León          |       |
| D. T. | D. T. | Alejandro Restrepo   |       |

| 1     | POR   | Andrés Mosquera Marmolejo |     |
| 21    | DEF   | Juan Guillermo Arboleda   |     |
| 3     | DEF   | Víctor Moreno             |     |
| 5     | DEF   | Andrés Cadavid            |     |
| 26    | DEF   | Yulián Gómez              |     |
| 8     | MED   | Adrián Arregui            |     |
| 10    | MED   | Andrés Ricaurte           | 65' |
| 16    | MED   | Vladimir Hernández        | 59' |
| 17    | MED   | Felipe Pardo              |     |
| 27    | DEL   | Diber Cambindo            | 85' |
| 9     | DEL   | Luciano Pons              |     |
| D. T. | D. T. | David González            |     |

| 18 | MED | Maicol Medina | 81'   |
| 3  | DEF | Jhon Palacios | 83'   |
| 8  | MED | Harlin Suarez | 90+3' |

| 7  | MED | Christian Marrugo     | 59' |
| 15 | MED | Daniel Torres         | 65' |
| 14 | MED | José Hernández Chávez | 85' |

| 38' · 43' · 80' · 88' | Juan Pablo Zuluaga Jhonny Vásquez Andrés Felipe Correa Leonardo Castro |

| 28' · 39' · 87' · 88' | Diber Cambindo Yulián Gómez Adrián Arregui Christian Marrugo |

| Principal  | Carlos Ortega  |
| Asistentes | Sebastián Vela |
|            | Mary Blanco    |
| Cuarto     | Luis Matorel   |

| VAR            | Nicolás Rodríguez |
| Asistentes VAR | Luis Trujillo     |

|  |                    |        |        |
|  | Tiros              | 20     | 7      |
|  | Tiros a puerta     | 7      | 1      |
|  | Faltas             | 14     | 5      |
|  | Saques de esquina  | 7      | 2      |
|  | Fueras de juego    | 1      | 1      |
|  | Posesión del balón | 64,5 % | 35,5 % |

| 1     | POR   | Harlen Castillo      |       |
| 6     | DEF   | Jherson Mosquera     |       |
| 5     | DEF   | Andrés Felipe Correa | 83'   |
| 29    | DEF   | Carlos Ramírez       |       |
| 25    | MED   | Jhonny Vásquez       | 81'   |
| 20    | MED   | Yílmar Velásquez     | 90+3' |
| 13    | MED   | Juan Pablo Zuluaga   |       |
| 27    | MED   | Jimer Fory           |       |
| 7     | MED   | Léider Berrío        |       |
| 23    | DEL   | Leonardo Castro      |       |
| 9     | DEL   | Brayan León          |       |
| D. T. | D. T. | Alejandro Restrepo   |       |

| 1     | POR   | Andrés Mosquera Marmolejo |     |
| 21    | DEF   | Juan Guillermo Arboleda   |     |
| 3     | DEF   | Víctor Moreno             |     |
| 5     | DEF   | Andrés Cadavid            |     |
| 26    | DEF   | Yulián Gómez              |     |
| 8     | MED   | Adrián Arregui            |     |
| 10    | MED   | Andrés Ricaurte           | 65' |
| 16    | MED   | Vladimir Hernández        | 59' |
| 17    | MED   | Felipe Pardo              |     |
| 27    | DEL   | Diber Cambindo            | 85' |
| 9     | DEL   | Luciano Pons              |     |
| D. T. | D. T. | David González            |     |

| 18 | MED | Maicol Medina | 81'   |
| 3  | DEF | Jhon Palacios | 83'   |
| 8  | MED | Harlin Suarez | 90+3' |

| 7  | MED | Christian Marrugo     | 59' |
| 15 | MED | Daniel Torres         | 65' |
| 14 | MED | José Hernández Chávez | 85' |

| 38' · 43' · 80' · 88' | Juan Pablo Zuluaga Jhonny Vásquez Andrés Felipe Correa Leonardo Castro |

| 28' · 39' · 87' · 88' | Diber Cambindo Yulián Gómez Adrián Arregui Christian Marrugo |

| Principal  | Carlos Ortega  |
| Asistentes | Sebastián Vela |
|            | Mary Blanco    |
| Cuarto     | Luis Matorel   |

| VAR            | Nicolás Rodríguez |
| Asistentes VAR | Luis Trujillo     |

|  |                    |        |        |
|  | Tiros              | 20     | 7      |
|  | Tiros a puerta     | 7      | 1      |
|  | Faltas             | 14     | 5      |
|  | Saques de esquina  | 7      | 2      |
|  | Fueras de juego    | 1      | 1      |
|  | Posesión del balón | 64,5 % | 35,5 % |

## Campeón
| Bandera de Colombia                     |
| Campeón Deportivo Pereira Primer título |

## Datos adicionales
- Con su título, el Deportivo Pereira obtuvo su primera estrella [n 1], y también el primer título para cualquier club representante de Risaralda en el fútbol colombiano.

- La derrota en la final significó el undécimo subcampeonato para el Independiente Medellín.

- El colombiano Leonardo Castro finalizó como goleador del Torneo Finalización con 15 goles.

- Deportivo Pereira jugó en la Copa Libertadores 2023 en Pereira, por primera vez en el Estadio Hernán Ramírez Villegas.